# Saint-Vaury
Saint-Vaury est une commune française située dans le département de la Creuse en région Nouvelle-Aquitaine.

## Géographie
| Fleurat        | Bussière-Dunoise        |                            |
| Le Grand-Bourg | Saint-Vaury             | Saint-Sulpice-le-Guérétois |
| Gartempe       | Saint-Silvain-Montaigut | La Brionne                 |

### Climat
Pour des articles plus généraux, voir Climat de la Nouvelle-Aquitaine et Climat de la Creuse.
En 2010, le climat de la commune est de type climat des marges montargnardes, selon une étude s'appuyant sur une série de données couvrant la période 1971-2000. En 2020, Météo-France publie une typologie des climats de la France métropolitaine dans laquelle la commune est exposée à un climat de montagne ou de marges de montagne et est dans la région climatique  Ouest et nord-ouest du Massif Central, caractérisée par une pluviométrie annuelle de 900 à 1 500 mm, maximale en automne et en hiver.
Pour la période 1971-2000, la température annuelle moyenne est de 10,1 °C, avec  une amplitude thermique annuelle de 15,1 °C. Le cumul annuel moyen de précipitations est de 1 090 mm, avec 13,2 jours de précipitations en janvier et 8,4 jours en juillet. Pour la période 1991-2020, la température moyenne annuelle observée sur la station météorologique la plus proche, située sur la commune de Guéret à 9 km à vol d'oiseau, est de 11,3 °C et le cumul annuel moyen de précipitations est de 1 103,0 mm. Pour l'avenir, les paramètres climatiques de la commune estimés pour 2050 selon différents scénarios d’émission de gaz à effet de serre sont consultables sur un site dédié publié par Météo-France en novembre 2022.

## Urbanisme

### Typologie
Au 1er janvier 2024, Saint-Vaury est catégorisée bourg rural, selon la nouvelle grille communale de densité à 7 niveaux définie par l'Insee en 2022.
Elle est située hors unité urbaine. Par ailleurs la commune fait partie de l'aire d'attraction de Guéret, dont elle est une commune de la couronne,. Cette aire, qui regroupe 72 communes, est catégorisée dans les aires de moins de 50 000 habitants,.

### Occupation des sols
L'occupation des sols de la commune, telle qu'elle ressort de la base de données européenne d’occupation biophysique des sols Corine Land Cover (CLC), est marquée par l'importance des territoires agricoles (61,9 % en 2018), une proportion sensiblement équivalente à celle de 1990 (61,1 %). La répartition détaillée en 2018 est la suivante : 
prairies (41,7 %), forêts (36 %), zones agricoles hétérogènes (19,4 %), zones urbanisées (1,2 %), zones industrielles ou commerciales et réseaux de communication (0,7 %), terres arables (0,7 %), milieux à végétation arbustive et/ou herbacée (0,3 %). L'évolution de l’occupation des sols de la commune et de ses infrastructures peut être observée sur les différentes représentations cartographiques du territoire : la carte de Cassini (XVIIIe siècle), la carte d'état-major (1820-1866) et les cartes ou photos aériennes de l'IGN pour la période actuelle (1950 à aujourd'hui).

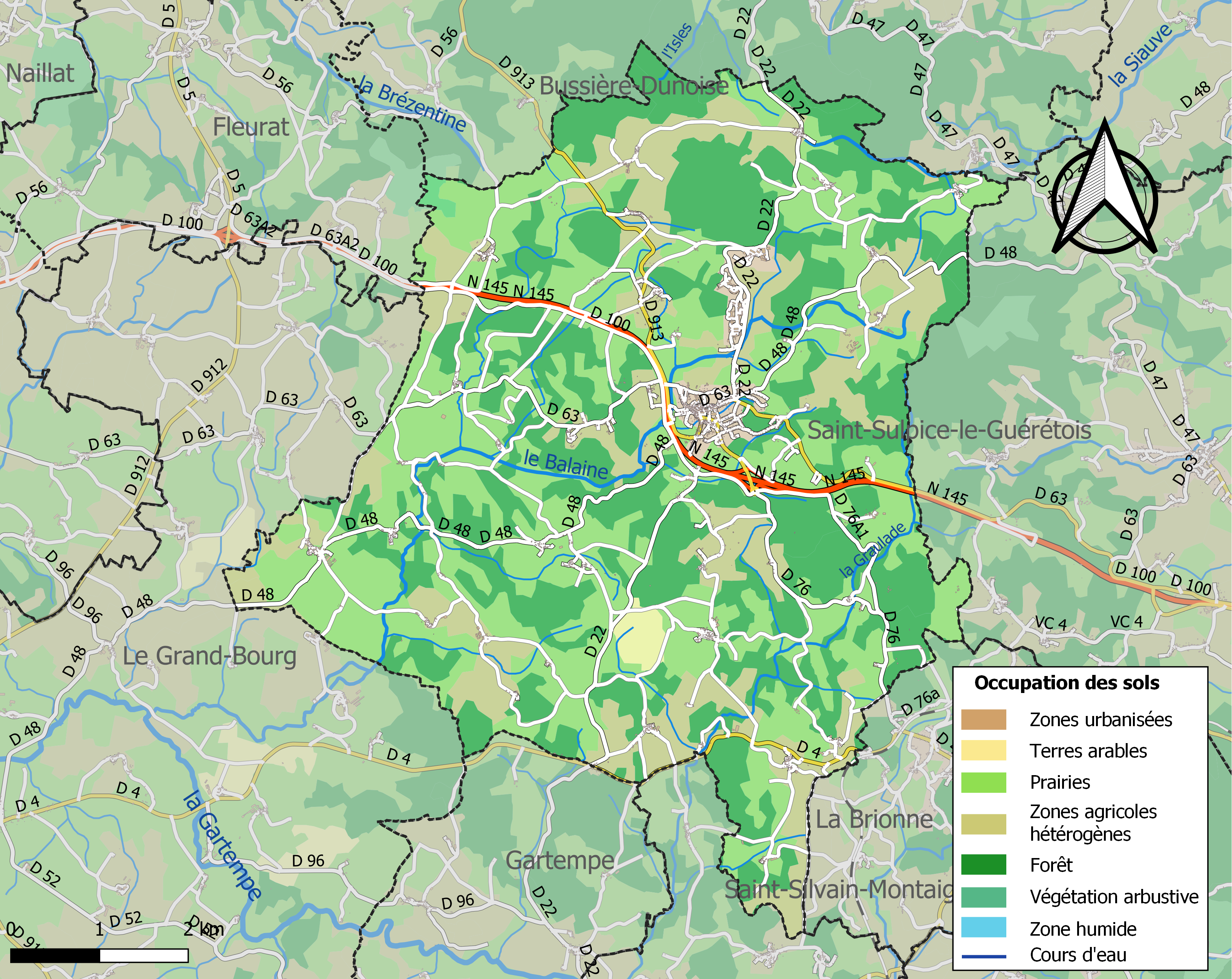
Carte des infrastructures et de l'occupation des sols de la commune en 2018 (CLC).

### Risques majeurs
Le territoire de la commune de Saint-Vaury est vulnérable à différents aléas naturels : météorologiques (tempête, orage, neige, grand froid, canicule ou sécheresse) et séisme (sismicité faible). Il est également exposé à un risque technologique, le transport de matières dangereuses, et à un risque particulier : le risque de radon. Un site publié par le BRGM permet d'évaluer simplement et rapidement les risques d'un bien localisé soit par son adresse soit par le numéro de sa parcelle.

#### Risques naturels

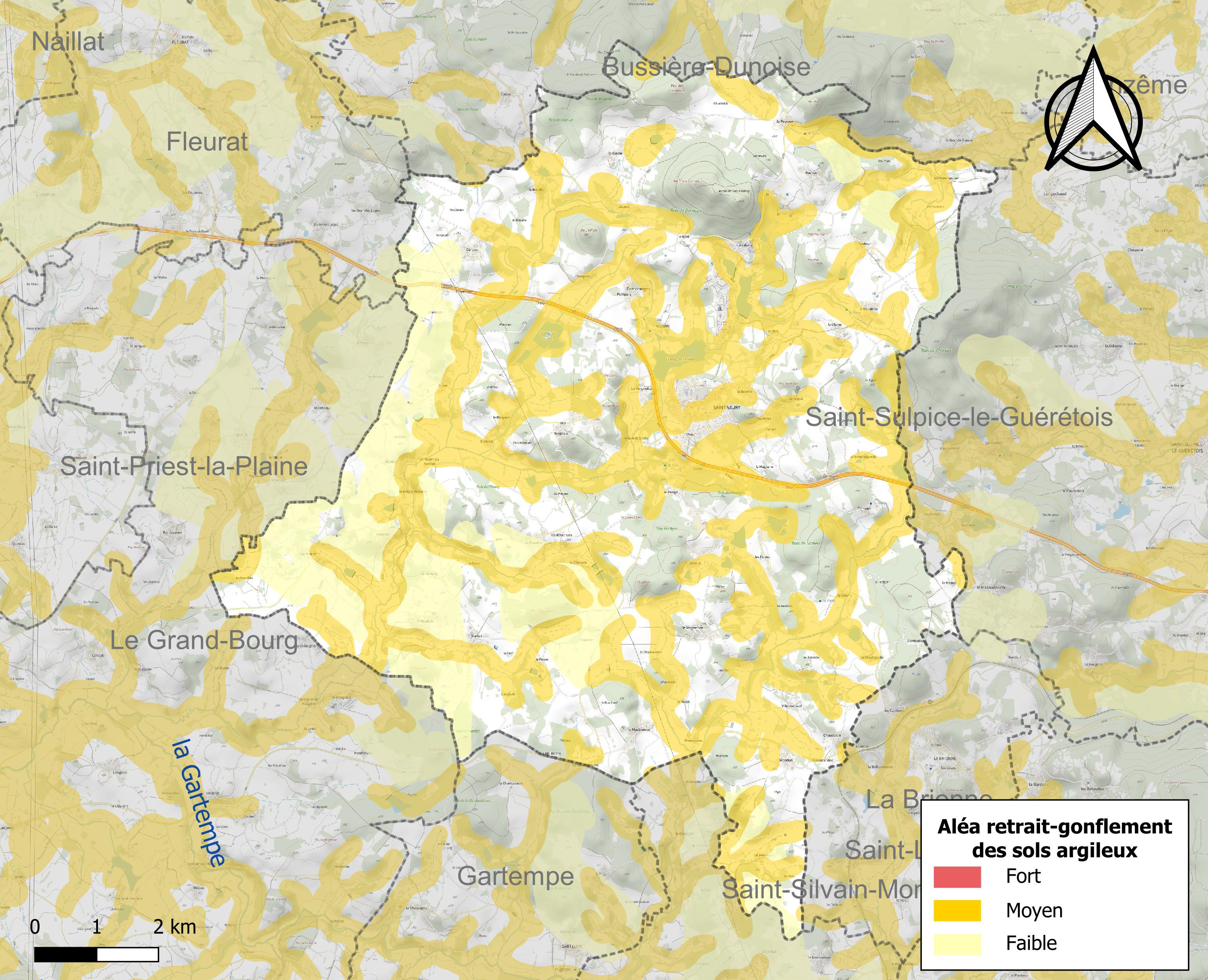
Carte des zones d'aléa retrait-gonflement des sols argileux de Saint-Vaury.

Le retrait-gonflement des sols argileux est susceptible d'engendrer des dommages importants aux bâtiments en cas d’alternance de périodes de sécheresse et de pluie. 40,8 % de la superficie communale est en aléa moyen ou fort (33,6 % au niveau départemental et 48,5 % au niveau national). Sur les 950 bâtiments dénombrés sur la commune en 2019, 447 sont en aléa moyen ou fort, soit 47 %, à comparer aux 25 % au niveau départemental et 54 % au niveau national. Une cartographie de l'exposition du territoire national au retrait gonflement des sols argileux est disponible sur le site du BRGM,.
Par ailleurs, afin de mieux appréhender le risque d’affaissement de terrain, l'inventaire national des cavités souterraines permet de localiser celles situées sur la commune.
La commune a été reconnue en état de catastrophe naturelle au titre des dommages causés par les inondations et coulées de boue survenues en 1982 et 1999. Concernant les mouvements de terrains, la commune a été reconnue en état de catastrophe naturelle au titre des dommages causés par des mouvements de terrain en 1999.

#### Risques technologiques
Le risque de transport de matières dangereuses sur la commune est lié à sa traversée par une ou des infrastructures routières ou ferroviaires importantes ou la présence d'une canalisation de transport d'hydrocarbures. Un accident se produisant sur de telles infrastructures est susceptible d’avoir des effets graves sur les biens, les personnes ou l'environnement, selon la nature du matériau transporté. Des dispositions d’urbanisme peuvent être préconisées en conséquence.

#### Risque particulier
Dans plusieurs parties du territoire national, le radon, accumulé dans certains logements ou autres locaux, peut constituer une source significative d’exposition de la population aux rayonnements ionisants. Certaines communes du département sont concernées par le risque radon à un niveau plus ou moins élevé. Selon la classification de 2018, la commune de Saint-Vaury est classée en zone 3, à savoir zone à potentiel radon significatif.

#### Transports en commun
- Réseau TransCreuse

## Toponymie
Vaury est une autre forme pour Valery, nom issu du germanique Walaricus, porté par saint Valéric de Bernage. Ce dernier nom est souvent prononcé improprement Valéry, ce qui explique cette dernière orthographe, par analogie avec le nom féminin Valérie, issu du latin Valeria, masculin Valerius > Valère.

## Politique et administration

### Liste des maires
| Période                                  | Période  | Identité       | Étiquette | Qualité                               |
| ---------------------------------------- | -------- | -------------- | --------- | ------------------------------------- |
| mars 2001                                | en cours | Philippe Bayol | PS        | Conseiller général puis départemental |
| Les données manquantes sont à compléter. |          |                |           |                                       |

## Démographie
L'évolution du nombre d'habitants est connue à travers les recensements de la population effectués dans la commune depuis 1793. Pour les communes de moins de 10 000 habitants, une enquête de recensement portant sur toute la population est réalisée tous les cinq ans, les populations de référence des années intermédiaires étant quant à elles estimées par interpolation ou extrapolation. Pour la commune, le premier recensement exhaustif entrant dans le cadre du nouveau dispositif a été réalisé en 2006.

En 2022, la commune comptait 1 729 habitants, en évolution de −1,98 % par rapport à 2016 (Creuse : −3,32 %, France hors Mayotte : +2,11 %).
| 1793  | 1800  | 1806  | 1821  | 1831  | 1836  | 1841  | 1846  | 1851  |
| ----- | ----- | ----- | ----- | ----- | ----- | ----- | ----- | ----- |
| 2 295 | 2 247 | 1 988 | 2 200 | 2 306 | 2 504 | 2 522 | 2 577 | 2 623 |

| 1856  | 1861  | 1866  | 1872  | 1876  | 1881  | 1886  | 1891  | 1896  |
| ----- | ----- | ----- | ----- | ----- | ----- | ----- | ----- | ----- |
| 2 628 | 2 523 | 2 609 | 2 567 | 2 634 | 2 576 | 2 708 | 2 734 | 2 727 |

| 1901  | 1906  | 1911  | 1921  | 1926  | 1931  | 1936  | 1946  | 1954  |
| ----- | ----- | ----- | ----- | ----- | ----- | ----- | ----- | ----- |
| 2 757 | 2 444 | 2 628 | 2 167 | 2 046 | 1 943 | 1 964 | 1 821 | 1 701 |

| 1962  | 1968  | 1975  | 1982  | 1990  | 1999  | 2006  | 2011  | 2016  |
| ----- | ----- | ----- | ----- | ----- | ----- | ----- | ----- | ----- |
| 1 970 | 2 359 | 2 322 | 2 265 | 2 059 | 1 829 | 1 825 | 1 784 | 1 764 |

| 2021  | 2022  | - | - | - | - | - | - | - |
| ----- | ----- | - | - | - | - | - | - | - |
| 1 732 | 1 729 | - | - | - | - | - | - | - |

## Culture locale et patrimoine

### Lieux et monuments
- Église Saint-Julien de Saint-Vaury

Bâtiment de la fin du XIe siècle pour ses parties les plus anciennes. Couvrement de style gothique (XIIe siècle). Reconstruction de la façade ouest (fin XVIe siècle). XVIIe siècle : séparation de la nef et du transept. Chœur reconstruit en 1824-1826 après son effondrement. L'église brûle en 1921. Les frères Perret (Auguste et Gustave) architectes, et des entrepreneurs locaux, reconstruisent donc le clocher, en briques et en béton en 1924. L'église, fruit d'une évolution hétéroclite de huit siècles, est inscrite au titre des monuments historiques depuis 2004 (inventaire supplémentaire des monuments historiques). Au sommet du clocher, se trouve un coq du sculpteur François Pompon.

### Cartes postales anciennes

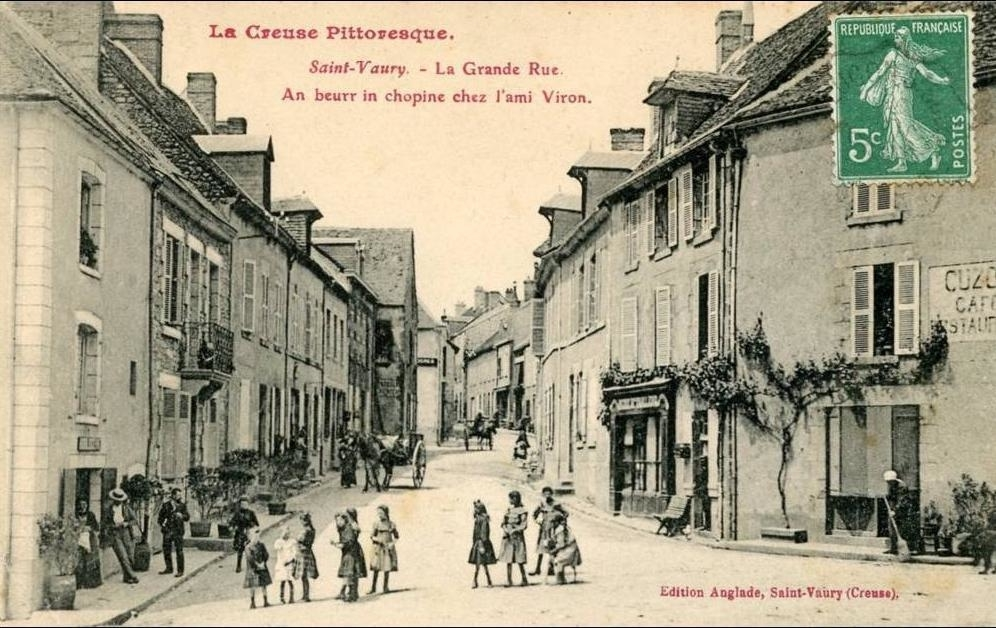
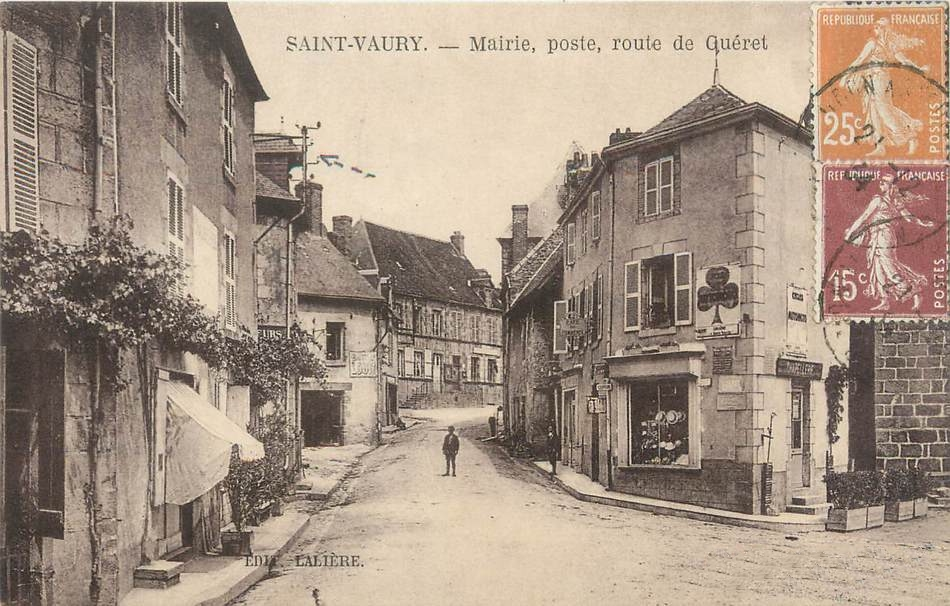
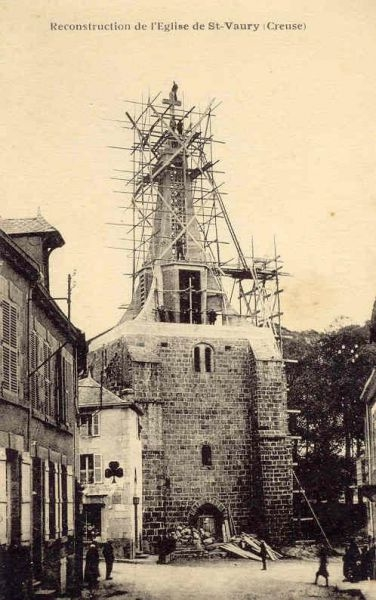
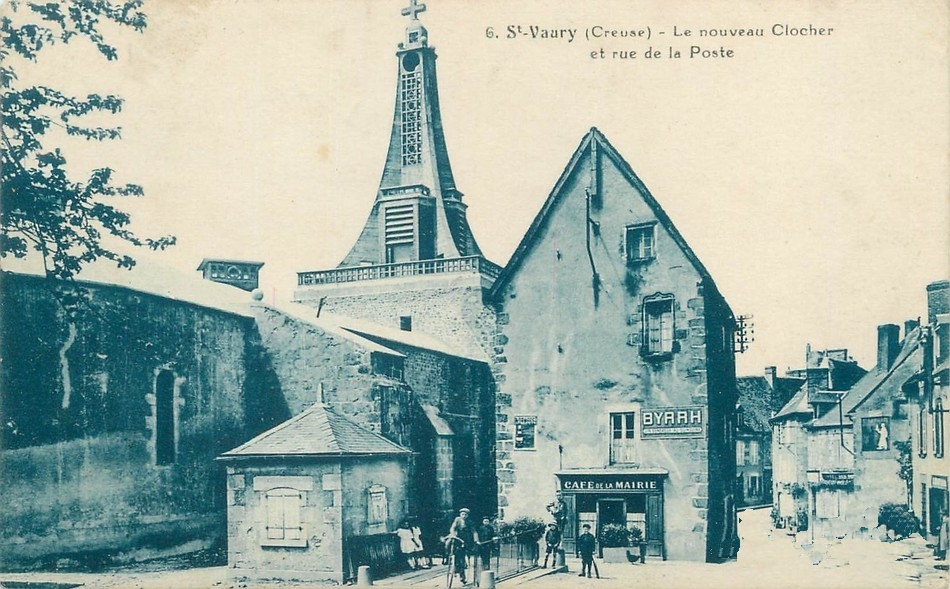
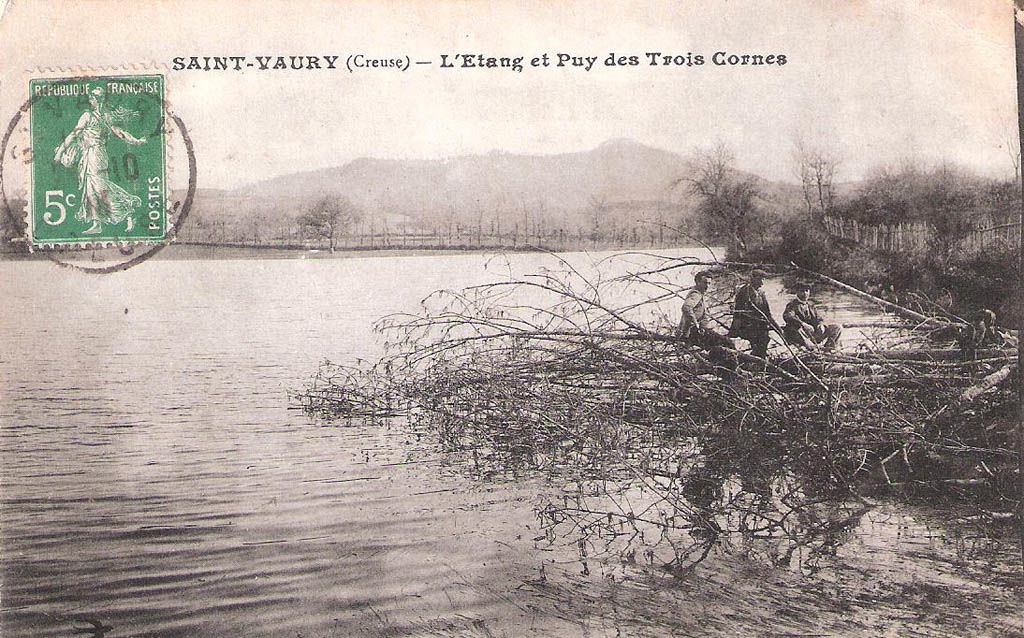

### Manifestations
- Championnats d'orthographe de la Creuse (organisation Jacqueline Bayol).

### Personnalités liées à la commune
- Valéric de Bernage (537-620), ermite qui s'est retiré en un lieu qui porte son nom et qui, par déformation, est devenu Saint-Vaury.
- Nelly Borgeaud (1931 Genève - 2004 Saint-Vaury), actrice suisse.
- William Chervy (1937-2021) est une personnalité politique française, membre du Parti Socialiste, conseiller général de la Creuse (canton de Saint-Vaury). Ancien sénateur socialiste de la Creuse, c'est un ancien maire de Saint-Vaury.

### Héraldique
| Blason de Saint-Vaury | Blason  | Parti : au 1er d'azur à un buste de saint Vaury au naturel, vêtu et auréolé d'or, accompagné de trois fleurs de lys du même, au 2d de gueules à une montagne de trois monts d'or mouvant d'une champagne ondée d'azur chargée de trois fasces ondées d'argent. |
| Blason de Saint-Vaury | Détails | Utilisé par la commune. |
| Blason de Saint-Vaury | Alias   | D'azur à un buste de saint Vaury vêtu et diadémé d'or, accompagné de trois fleurs de lys du même. |